# Осока носиковая
Осо́ка но́сиковая, или Осока взду́тая (лат. Cárex rostráta), — травянистое растение, вид рода Осока (Carex) семейства Осоковые (Cyperaceae).

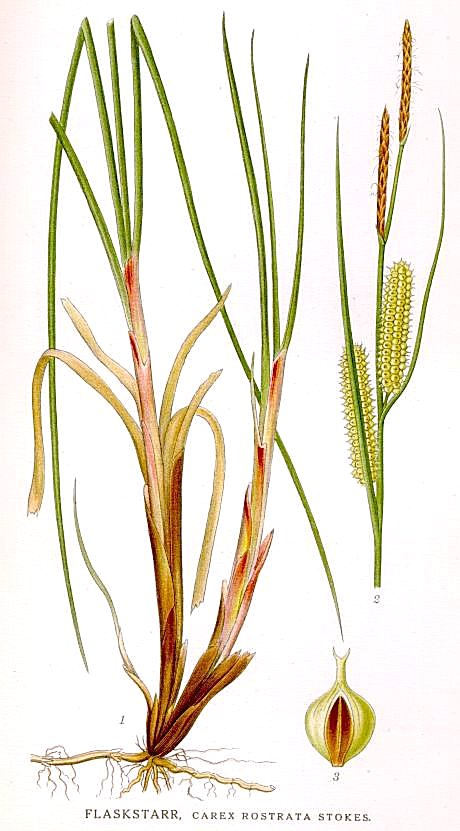

## Ботаническое описание
Серо-зелёное растения с длинными ползучими корневищами, дающим утолщённые побеги.
Стебли по всей длине тупо- или округло-трёхгранные, гладкие, (30)50—120(150) см высотой. Основания побегов окружены светло бурыми, реже красновато-бурыми, обычно продолженными в листовую пластинку, не килеватыми и не расщеплёнными сетчато влагалищами.
Пластинки листьев (2)3—5(8—10) мм шириной, сизо- или голубовато-зелёные, утолщённые, жёсткие, плоские, килеватые или желобчатые, шероховатые, длинно заострённые, превышающие стебель.
Верхние (1)2—3(7) колоска тычиночные, линейные, 3—6 см длиной, с линейно-ланцетными, острыми, ржавчатыми чешуями. Пестичные колоски в числе 2—4, цилиндрические, (0,7)0,8—0,9(1) см в диаметре, (3)3,5—9(10) см длиной, рыхловатые, книзу редеющие, нижние на ножках до 5 см длиной, прямые. Чешуи пестичных колосков ланцетные, острые или тупые, ржавые или светло-ржавые, со светлым линейным килем, с одной жилкой, короче и у́же мешочков. Мешочки округло-яйцевидные, вздутые, 4—5(6) мм длиной, желтовато-зеленоватые или, редко, вверху буроватые, зрелые косо вверх, реже горизонтально отклонённые от оси колоска, плотно или рыхловато расположенные, перепончатые, с многочисленными тонкими жилками, слабо глянцевитые, в основании округлые, сидячие или на ножке не более 0,2 мм длиной, с гладким, почти цилиндрическим, явственно двузубчатым носиком (1)1,2—2 мм длиной; зубцы 0,4—0,5 мм длиной. Рылец 3. Нижний кроющий лист без влагалища, значительно длиннее соцветия.
Плоды трёхгранные. Плодоносит в мае — июне.
Число хромосом 2n=60, 72—74.
Вид описан из Шотландии и Англии.
Это очень изменчивый вид. В частности, он варьирует по форме сечения пластинки листа от плоской и килеватой до желобчатой, по ширине листа от 2(3) до 5(8—10) мм и по степени отклонённости зрелых мешочков от оси колоска. Наиболее часто встречаются растения с плоскими листьями различной ширины и косо отклонёнными мешочками. В литературе Carex rostrata с плоскими и широкими листьями иногда именуется Carex urticulata Boott или Carex rostrata var. urticulata (Boott) L.H.Bailey. Carex urticulata Boott описан из Канады и отличается от Carex urticulata Boott названных авторов.

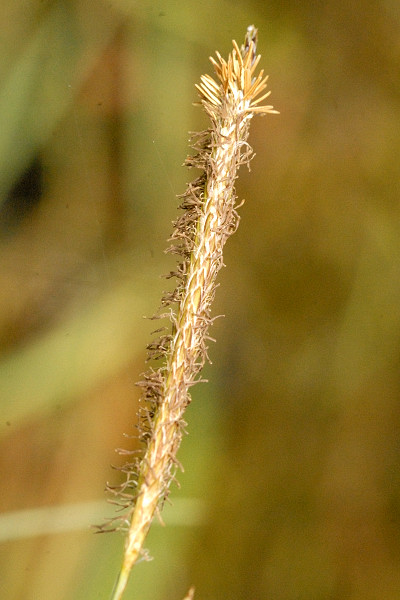
Мужское соцветие

## Распространение
Очень широко распространённый вид в лесной зоне Евразии и Северной Америки, нередко встречающийся также в умеренноарктических районах.

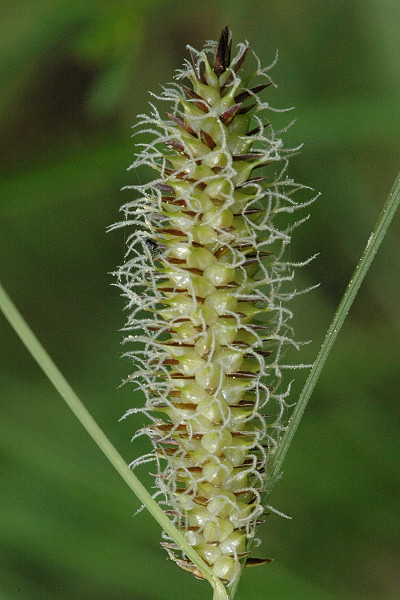
Женское соцветие

Европа: в том числе Исландия, арктическая Скандинавия; Западная Азия: север Турции, север Ирана; Центральная Азия: Китай (Джунгария), Монголия; Восточная Азия: Северо-Восточный Китай, север полуострова Корея; Северная Америка: в том числе арктическая Аляска, крайний юг Гренландии; Европейская часть России: вся, кроме Крыма, в том числе материковая часть Арктики; Кавказ: все районы, кроме Предкавказья; Западная Сибирь; Восточная Сибирь; Дальний Восток; Средняя Азия: север Прибалхашья, северные склоны Джунгарского Алатау, хребет Мын-Чукур.
Российская Арктика: Мурман, Тиманская тундра, Малоземельская тундра, низовья Печоры, юго-восточная часть Большеземельской тундры, Полярный Урал, низовья Оби, Обская губа, среднее течение реки Ныды, низовья Енисея, низовья Лены, бассейн Индигирки, низовья Колымы, бассейн Анадыря и Пенжины, залив Корфа.
Встречается по берегам рек и озёр, в прибрежных мелководьях, старицах, канавах, на осоковых болотах, окраинах сфагновых болот, иногда в заболоченных местах и редколесьях; часто образует обширные заросли.

## Значение и применение
Летом всеми видами сельскохозяйственных животных поедается плохо. Зимой северным оленем (Rangifer tarandus) хорошо поедаются из-под снега нижние части листьев, которые остаются зелёными до 5—10 см высотой. Сено поедается крупным рогатым скотом.

## Систематика
Выделяются две разновидности:
- Carex rostrata var. ambigens Fernald — Восточная Канада
- Carex rostrata var. rostrata — от Европы до Гималаев, от субарктической зоны Америки до севера США